# Bermejo (Boliwia)
Bermejo – miasto w Boliwii, położone w departamencie Tarija nad rzeką Bermejo.

## Opis
Miejscowość została założona 7 grudnia 1952 roku. W mieście znajduje się port lotniczy i węzeł drogowy-RP1, RP33 i RP50. Miasto jest ośrodkiem wydobywczym ropy naftowej i gazu ziemnego.

## Geografia
Bermejo położone jest w krainie Gran Chaco, w górach Andach, przy granicy argentyńsko-boliwijskiej.

## Demografia
.